# Physcomitrium integrifolium
Physcomitrium integrifolium är en bladmossart som beskrevs av Georg Ernst Ludwig Hampe och C. Müller 1855. Physcomitrium integrifolium ingår i släktet huvmossor, och familjen Funariaceae. Inga underarter finns listade i Catalogue of Life.